# La Séguinière

La Séguinière este o comună în departamentul Maine-et-Loire, Franța. În 2009 avea o populație de 3,721 de locuitori.